# Terracina

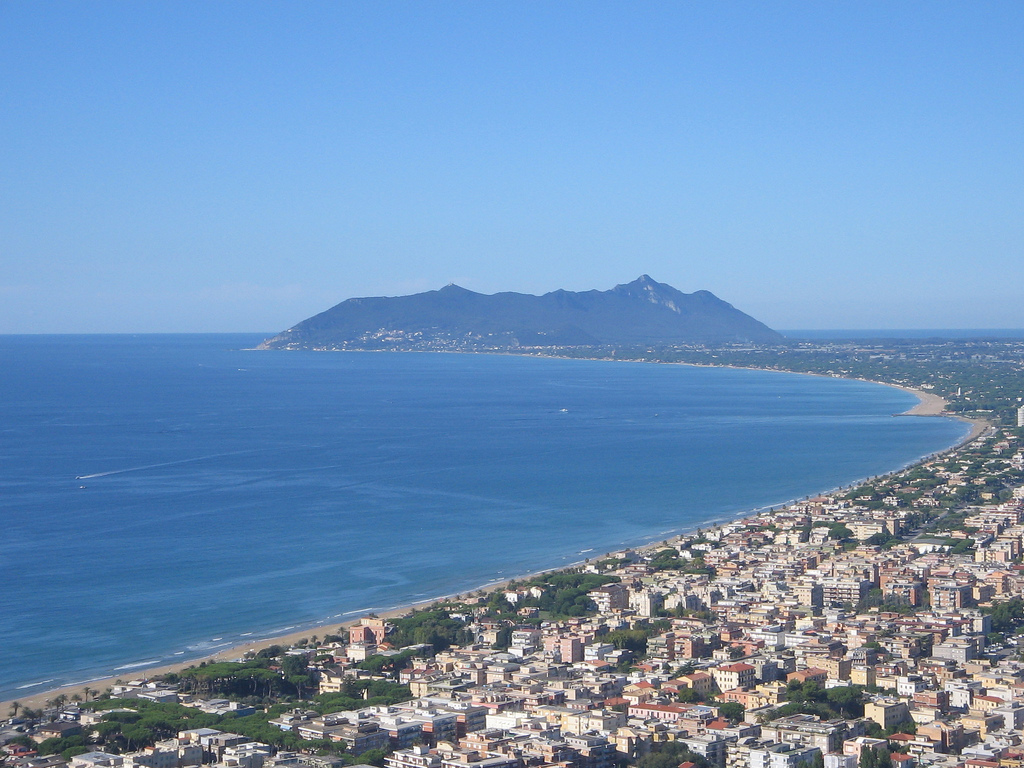
Terracina

Terracina es un municipio de 43 077 habitantes de la provincia de Latina, en Italia. Conserva numerosos monumentos de su pasado romano y medieval y es una localidad balnearia frecuentada.

## Historia

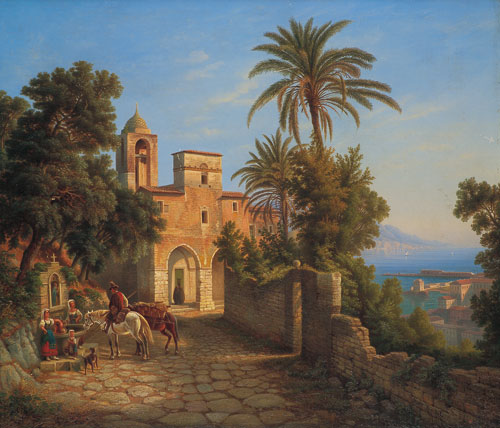
Vista de Terracina por Heinrich Jäckel

Terracina fue una ciudad de los volscos. En 406 a. C. fue asaltada por los romanos. Los romanos la perdieron en 402 a. C. y la recuperaron en 400 a. C. En 397 a. C. los Volscos lo atacaron de nuevo, pero sin éxito. Por último, fue asegurado con el establecimiento de una colonia de ciudadanos romanos en 329 a. C. 
En el año 312 a. C. pasó por allí la vía Apia, que ligaba Roma con Capua y la ciudad creció en importancia, comenzando a expandirse por la llanura, junto con la explotación agrícola del territorio, mientras la ciudad más antigua fue transformándose progresivamente en zona monumental.

## Demografía
| Gráfica de evolución demográfica de Terracina entre 1861 y 2011 |
|                                                                 |
| Fuente ISTAT - elaboración gráfica de Wikipedia                 |